# Kingdonia uniflora
Kingdonia uniflora är en tvåhjärtbladig växtart som beskrevs av Isaac Bayley Balfour och W.W. Sm.. Kingdonia uniflora ingår i släktet Kingdonia och familjen Circaeasteraceae. Inga underarter finns listade i Catalogue of Life.